# Antônio Carlos, Santa Catarina
Antônio Carlos är en ort och kommun i delstaten Santa Catarina i södra Brasilien. Kommunen hade 7 437 invånare vid folkräkningen 2010.